# Leonotis leonurus
A Leonotis leonurus, também conhecida como rabo-de-leão, é uma espécie de planta do gênero Leonotis e da família Lamiaceae (Menta) nativa da África Meridional.

## Espécie relacionada
Há mais de trinta espécies de plantas da família Lamiaceae do gênero Leonotis, mas apenas a L. nepetifolia (cordão-de-frade), compartilha as propriedades enteógenas da L. leonurus. A principal diferença entre as espécies é que L. nepetifolia floresce em uma bola espinhosa.

## Uso

### Usos recreativos
A L. leonurus é fumada ou preparada como chá medicinal pela tribo Khoisan da África do Sul. L. leonurus é utilizada para induzir um profundo sono meditativo, acalmar, relaxar e aumentar os sonhos. Por causa de seus efeitos eufóricos, a L. leonurus é frequentemente chamada de substituto da maconha.
A espécie L. leonurus também é usada na Medicina Oriental como eufórico, purgante, e vermífugo.

### Usos medicinais
A companhia farmacêutica "Newstar-Chem" relata possíveis aplicações:
"Tratando a menstruação que estava irregular, a hemorragia uterina. No experimento animal também indicou que o produto pode aumentar o periférico vascular, artéria coronária e a nutrição do músculo cardíaco".
No seu uso comum são escolhidas as folhas, secadas, e então preparadas como chá.

## Componente Químico

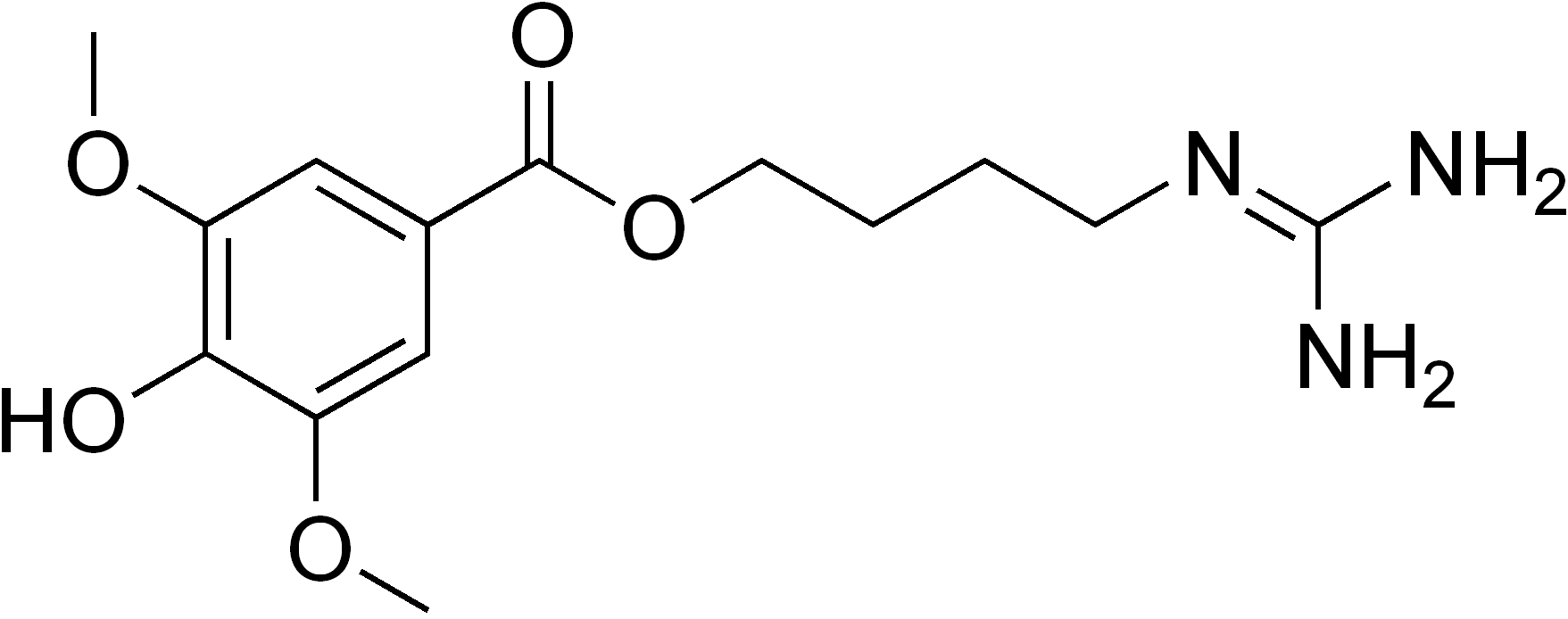
Leonurina.

## Imagens

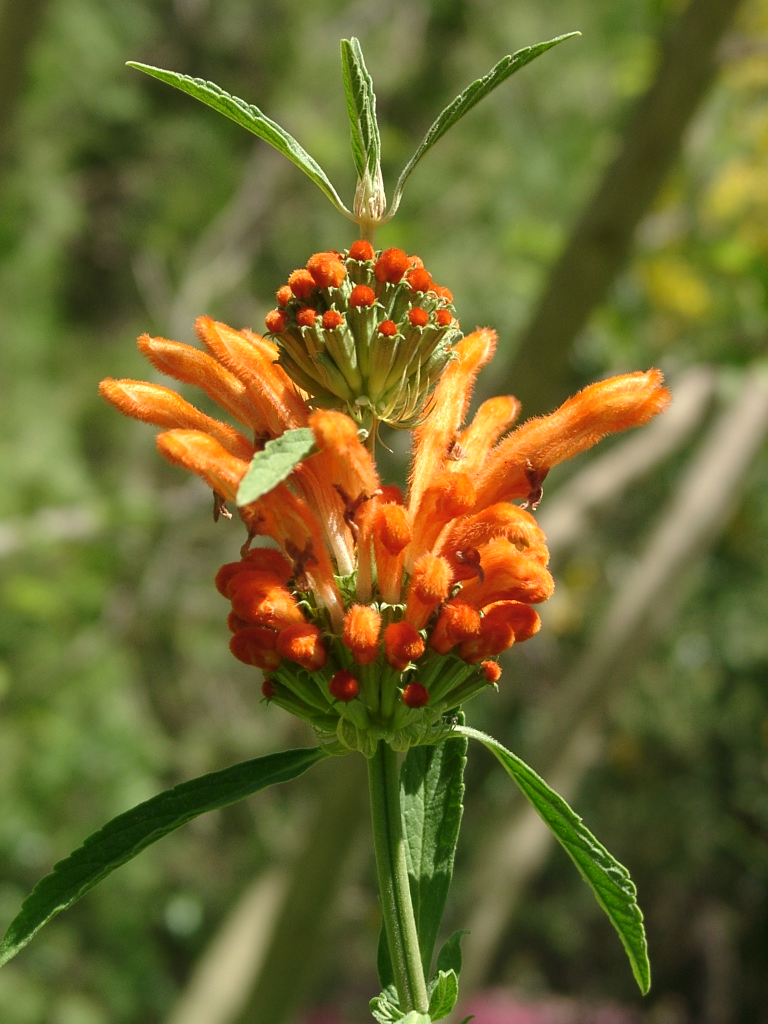
Flores de Leonotis Leonurus.